# Mariä Himmelfahrt (Heldmannsberg)

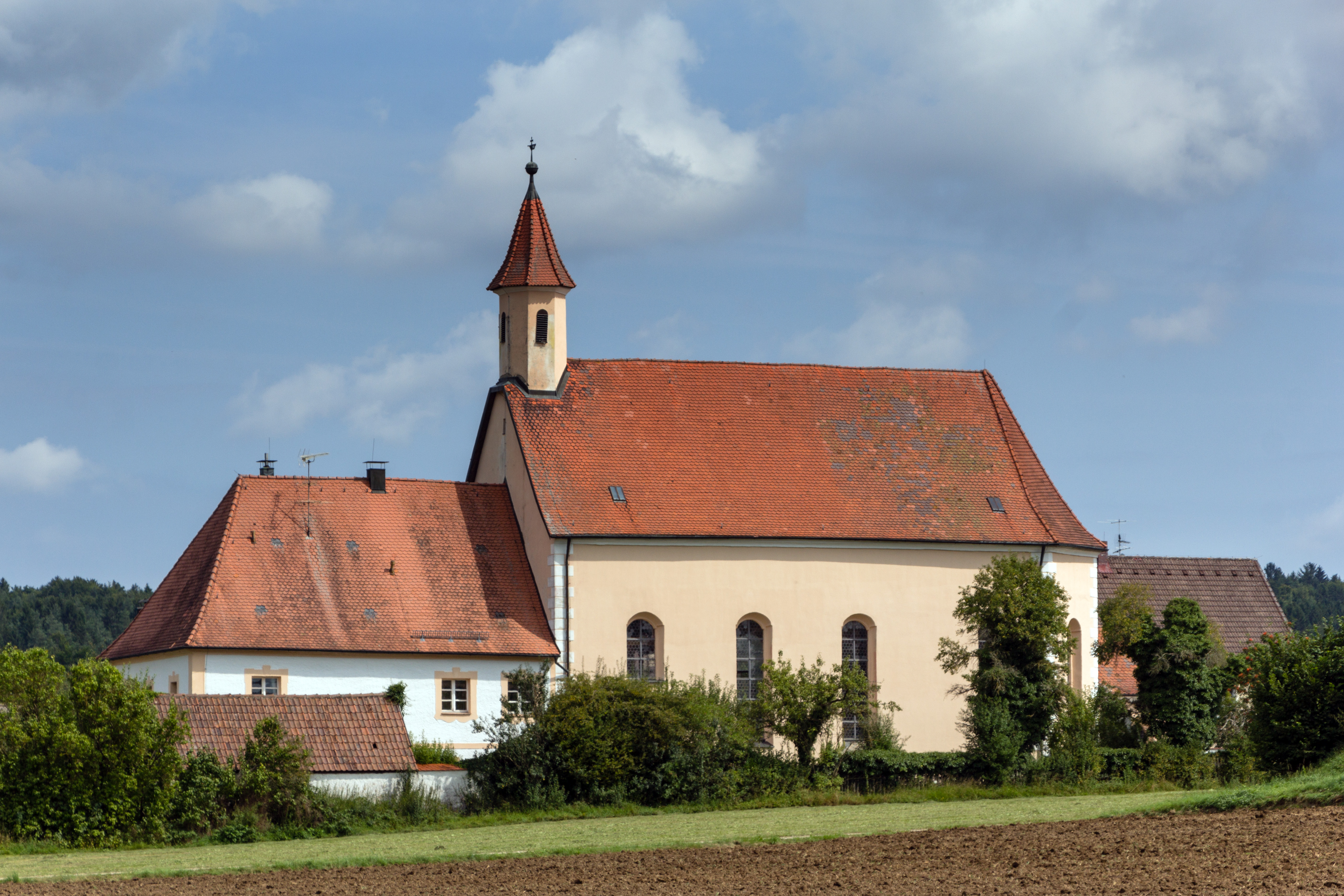
Mariä Himmelfahrt (Heldmannsberg)

Die römisch-katholische, denkmalgeschützte Pfarrkirche Mariä Himmelfahrt steht in Heldmannsberg, einem Gemeindeteil der Gemeinde Pommelsbrunn im Landkreis Nürnberger Land (Mittelfranken, Bayern). Das Bauwerk ist unter der Denkmalnummer D-5-74-147-58 als Baudenkmal in der Bayerischen Denkmalliste eingetragen. Sie fungierte seit 1688 auch als Wallfahrtskirche. Die Pfarrei gehört zum Pfarrverband St. Wunibald Nord-Ost im Dekanat Habsberg des Bistums Eichstätt.

## Beschreibung

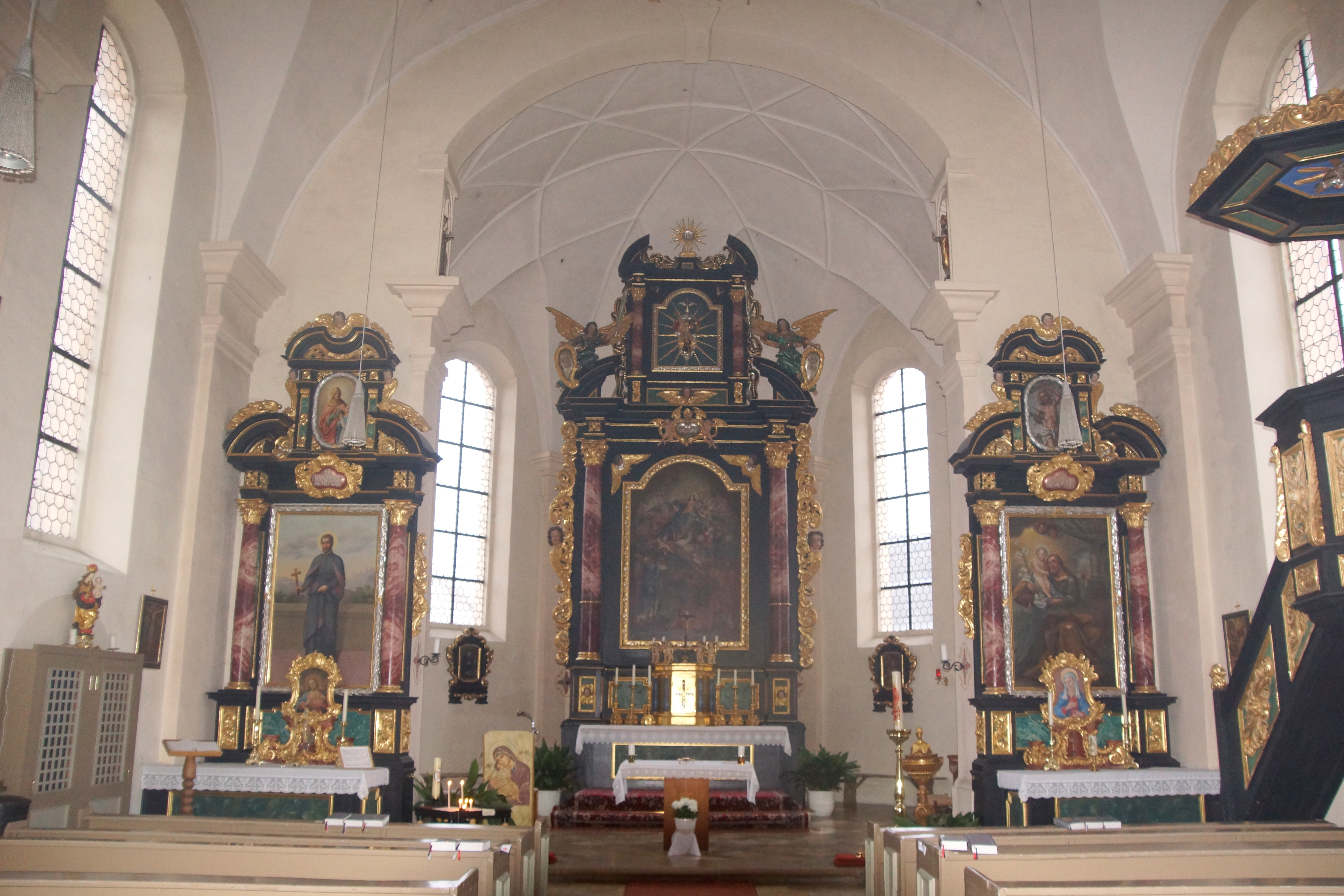
Altar

An das Langhaus der von 1672 bis 1674 nach Plänen von Wolfgang Hurstetter gebauten Saalkirche ist im Osten ein gleichbreiter Chor mit dreiseitigem Schluss angebaut. An der Westwand des Langhauses wurde das Pfarrhaus errichtet. Aus dem Satteldach des Langhauses erhebt sich im Westen ein achteckiger, mit einem spitzen Zeltdach bedeckter Dachreiter, der den Glockenstuhl mit drei Kirchenglocken beherbergt. Der Innenraum des Langhauses, der im Westen eine doppelstöckige Empore hat, ist mit einem Tonnengewölbe überspannt, der des Chors mit einem Netzgewölbe. Zur Kirchenausstattung gehören der um 1685 gebaute Hochaltar, die aus der 2. Hälfte des 18. Jahrhunderts stammenden Seitenaltäre und die um 1678 errichtete Kanzel. Die von Joseph Franz Bittner gebaute Orgel kam erst 1902/03 hinzu.